# 박영대 (1955년)
박영대(朴永大, 1955년 6월 6일 ~ )는 대한민국의 공무원이다. 

## 학력
- 신일고등학교 졸업
- 한국외국어대학교 중국어학 학사
- 대만 중흥대 공공정책연구소 석사
- 연세대학교 행정대학원 수료

## 경력
- 1990.08 ~ 1993.03: 대만 중흥대학 공공정책연구소
- 1993.05: 문화체육부 저작권과 근무
- ~ 1999.06: 문화체육부 영화진흥과 근무
- 1999.06 ~ 2002.07: 2002월드컵축구대회 문화시민운동추진협의회
- 2003.06 ~ 2006.01: 문화관광부 문화정책과장
- 2006.01 ~ 2009.02: 외교통상부 주중화인민공화국대사관 공사참사관&주중한국문화원초대원장
- 2009.12 ~ 2011.09: 문화체육관광부 국립현대미술관 기획운영단장
- 2011.09 ~ 2012.11: 2012여수세계박람회 조직위원회
- 2012.11 ~ 2013.04: 국립중앙도서관 디지털자료운영부장
- 2013.04 ~ 2014.04: 문화재청 차장

## 수상
- 2002년: 녹조근정훈장
- 2013년: 홍조근정훈장

| 전임 김창준 | 제6대 문화재청 차장 2013년 4월 15일 ~ 2014년 3월 27일 | 후임 김종진 |

| 전임 변영섭 | 문화재청장 직무대행 2013년 11월 15일 ~ 2013년 12월 27일 | 후임 나선화 |